# 8 × 50 mm R Lebel
Die 8 × 50 mm R Lebel war eine französische Gewehrpatrone mit Zentralzündung. Sie war die erste militärische Patrone, die eine rauchschwache Treibladung verwendete.

## Geschichte
Bis zu ihrer Einführung wurde Schwarzpulver für die Herstellung von Munition verwendet. Diese Art der Treibladung benötigte voluminöse Hülsen, um vollständig abzubrennen. Zudem entfaltete sich der Gasdruck nicht gleichmäßig, so dass Patronen nicht beliebig stark geladen werden konnten. Das resultierte in großkalibriger Munition mit relativ langsamer Geschossgeschwindigkeit. Das Abfeuern verschmauchte die Waffen, der Pulverqualm nahm die Sicht und verriet die Position des Schützen.
Erst 1884 konnte durch Paul Vieille mit dem Poudre B ein Ersatz geschaffen werden. Diese Art der Treibladung war sowohl leistungsfähiger als auch berechenbarer. Damit konnten rasantere Patronen entwickelt werden, deren Geschosse eine höhere Reichweite erzielten. Unter dem Druck des Kriegsministers Georges Ernest Boulanger entstand sehr bald ein neues Gewehr in der Gestalt des Lebel Modell 1886, das diese Patrone verschoss.
Das ursprüngliche Rundkopfgeschoss (balle M) wurde 1898 durch das weltweit erste Spitzgeschoss (balle D) mit einem Gewicht von 12,8 g ersetzt, ein Projektil mit einer noch höheren Reichweite als sein Vorgänger. Den Schlusspunkt setzte die balle N bezeichnete leistungsgesteigerte Patrone, die vorrangig für Maschinengewehre vorgesehen war. Neue Berthier-Gewehre, die für diese Munition eingerichtet wurden, waren mit einem N am Laufansatz gekennzeichnet. Nur in solchen Gewehren konnte die Munition gefahrlos verschossen werden.
Die 8 × 50 mm R wurde durch die 1929 eingeführte randlose 7,5×54-mm-Patrone ersetzt, blieb aber bis 1945 weiterhin im Einsatz.

## Auswirkungen
Mit der Einführung dieser Waffe samt ihrer neuartigen Munition verschaffte sich Frankreichs Armee einen technischen Vorsprung. Das führte zwangsläufig zu einem Wettrüsten, und gegen Ende des 19. Jahrhunderts wurde in vielen Staaten fieberhaft ebenfalls rauchlose Munition entwickelt. Unter diesem Zugzwang bewiesen Staaten wie die Schweiz, Schweden und auch das Deutsche Reich immerhin den Weitblick, das Potential dieser Neuentwicklung besser auszuschöpfen. Sie führten kompakte und vor allem randlose Patronen ein, was die spätere Entwicklung von automatischen Waffen erleichterte. Frankreich versäumte dies. Statt eine radikal neue Patronenhülse zu entwerfen, griff man auf die alte Schwarzpulverhülse der 11 mm Gras zurück. Der Durchmesser des Stoßbodens geriet deshalb sehr groß. Im Lebel-Gewehr spielte das keine Rolle, denn es verfügte über ein Röhrenmagazin, bei dem bis zu zehn Patronen hintereinander lagen. Patronen mit Spitzgeschossen bargen jedoch die Gefahr, dass der Rückstoß der Waffe sie aufeinander schlagen ließ, worauf sie zünden konnten. Um dies zu verhindern, wurde beim balle D eine Rille weit um das Zündhütchen herum eingearbeitet, die die Spitze der dahinterliegenden Patrone aufnehmen sollte. Das Berthier Modell 1907 hatte ein drei Patronen fassendes Kastenmagazin, das im weiterentwickelten Modell 1907/16 auf fünf Patronen vergrößert wurde. Noch schwieriger gestaltete sich die Konstruktion eines Kurvenmagazines. Die stark konische Hülse erzwang eine derart starke Krümmung, dass das Magazin des Chauchat-Maschinengewehrs halbkreisförmig war.
Gegurtet erschien die 8 mm Lebel erst lange nach dem Ersten Weltkrieg. Der Grund dafür war aber nicht technischer Natur. Im Gegensatz zu vielen anderen europäischen Staaten hatte Frankreich keinen Lizenzvertrag mit Hiram Maxim geschlossen, der sich nicht nur die gleichnamigen Maxim-Maschinengewehre, sondern auch die Munitionszuführung durch Munitionsgurte hatte patentieren lassen. Man behalf sich stattdessen mit Metallstreifen, wie sie beim Hotchkiss M1914 verwendet wurden. Zusammen mit diesem MG war die Munition bis nach dem Zweiten Weltkrieg im Einsatz.